# К'яра Варотарі
К'яра Варотарі (італ. Chiara Varotari; 1584, Падуя — 1660, Венеція) — італійська художниця XVII ст., майстриня портретів.

## Життєпис
Походила з родини художника. Батько, Даріо Варотарі старший, був художником та архітектором. Донька допомагала батькові в його майстерні. В родині був ще молодший брат К'яри — Алессандро Варотарі (1688—1649), теж художник, більш відомий як Падованіно.
К'яра супроводжувала славнозвісного брата-художника у його подорожах і залюбки працювала у його майстерні. Вона створила власний автопортрет, котрий надіслала до галереї автопортретів палаццо Пітті герцогів Тосканських. Сама спеціалізувалась на створенні парадних портретів жінок із шляхетних родин, ретельно відтворюючи особливості складних суконь того часу, зачісок та ювелірних коштовностей.
В останні роки життя мешкала у Венеції. Точна дата смерті художниці невідома, померла у 1660 або 1663.

## Вибрані твори
- "Автопортрет", Музей старовинного і сучасного мистецтва, Падуя
- "Вітальяна Буццакаріні ", 1620, приватн. збірка
- "Невідома пані з родини Буццакаріні ", 1621, приватн. збірка
- "Портрет невідомої пані (донька науковця Каподіліса) ", Музей старовинного і сучасного мистецтва, Падуя
- «Портрет шляхетної пані з трояндою в руці»
- « Портрет дівчинки в синій сукні», 1640, Музей цивіко, Падуя

## Вибрані файли

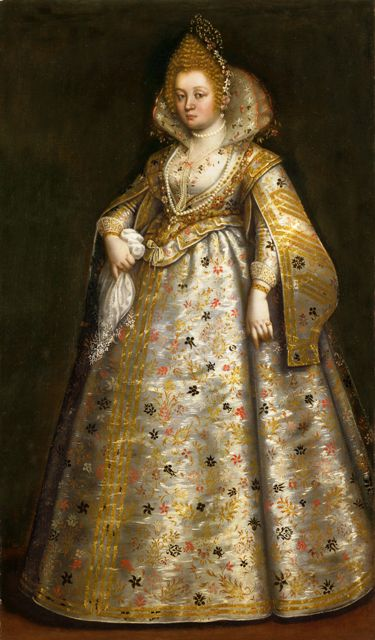
«Портрет невідомої пані», Музей старовинного і сучасного мистецтва, Падуя

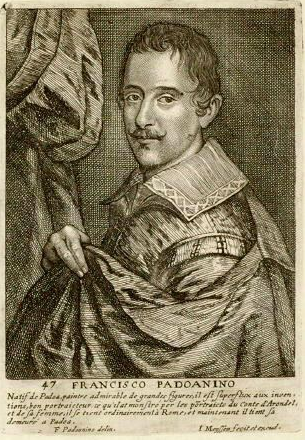
Алессандро Варотарі (?)